# Lázeňský dům Terra
Lázeňský dům Terra či lázeňský hotel Terra (dřívějšími názvy německy Villa Kaiser von Österreich či Terrasenhof) je památkově chráněná budova v Janských Lázních reprezentující rozvoj lázeňství v druhé polovině 19. století. Na konci 20. století byl přestavěn při zachování vnějšího architektonického řešení a prvků.
Jedná se o rozsáhlý lázeňský objekt obdélníkového tvaru. Po stranách vystupují dva třípatrové rizality s dřevěnými arkýři s prosklenými stěnami a bohatým dřevěným dekorem. Arkýře jsou umístěny na dřevěných konzolách vysoké řezbářské kvality. Střední část objektu dvoupatrová. Celý objekt je členěn po patrech římsami a obložen dřevem. Vstup je zakryt stříškou sloužící zároveň jako balkon, nesený dvojicí litinových sloupků. Přízemí objektu je omítnuto kvádrovanou omítkou. Dekor dosahuje vysoké umělecké úrovně. Za zmínku stojí i prvky hrázdění. Budova je až patnáct metrů vysoká.
Hotel Terra je od roku 2000 chráněn jako kulturní památka. V roce 2025 se dům sloužil jako lázeňský hotel Terra*** Superior a spojovacími chodbami je propojen s Lázeňským domem a aquacentrem. Hotel disponuje 33 dvoulůžkovými a jednolůžkovými pokoji a dvěma apartmá. Celková kapacita lůžek je 57.
Původně sloužil jako lázeňský hotel, po druhé světové válce budova přešla do majetku města a byly zde zřízeny byty. Po roce 1989 budovu získal soukromý vlastník a po určitou dobu v ní nepříliš úspěšně provozoval hotel. Od roku 1995 je objekt opět ve vlastnictví státních lázní. Majitelem budovy jsou tedy Státní léčebné lázně Janské Lázně, státní podnik.
V roce 2016 prošla budova rekonstrukcí za 29 milionů korun, při níž došlo ke snížení kapacity ze sedmdesáti na 57 lůžek. Hotel nabízí jednolůžkové a dvoulůžkové pokoje.